# Épernay
Épernay é uma comuna francesa do departamento do Marne da região de Grande Leste.